# Европско првенство у кошарци 1999.
Европско првенство у кошарци 1999. је било међународно кошаркашко такмичење које је одржано од 21. јуна до 3. јула 1999. у Француској. Италија је освојила златну медаљу, Шпанија је освојила сребрну медаљу, док је СР Југославија освојила бронзану медаљу. Италијански репрезентативац Грегор Фучка је проглашен за најкориснијег играча првенства.

## Коначан поредак
| Место | Репрезентација       |
| ----- | -------------------- |
| 1     | Италија              |
| 2     | Шпанија              |
| 3     | Југославија          |
| 4     | Француска            |
| 5     | Литванија            |
| 6     | Русија               |
| 7     | Немачка              |
| 8     | Турска               |
| 9     | Хрватска             |
| 10    | Словенија            |
| 11    | Чешка                |
| 12    | Израел               |
| 13    | Мађарска             |
| 14    | Република Македонија |
| 15    | Босна и Херцеговина  |
| 16    | Грчка                |